# Клещов
Клещов (укр. Кліщів) — село на Украине, находится в Тывровском районе Винницкой области.
Код КОАТУУ — 0524582802. Население по переписи 2001 года составляет 185 человек. Почтовый индекс — 23300. Телефонный код — 4355.
Занимает площадь 0,146 км².

## Адрес местного совета
23331, Винницкая область, Тывровский р-н, с. Долгополовка, ул. Первомайская, 31